# Шюльлар
Шюльлар (нем. Schüllar) — поселение сельского типа в составе города Бад-Берлебург в районе Зиген-Виттгенштайн (земля Северный Рейн-Вестфалия, Германия). Населённый пункт был включён в состав Бад-Берлебурга после реформы местного самоуправления 1975 года.

## География

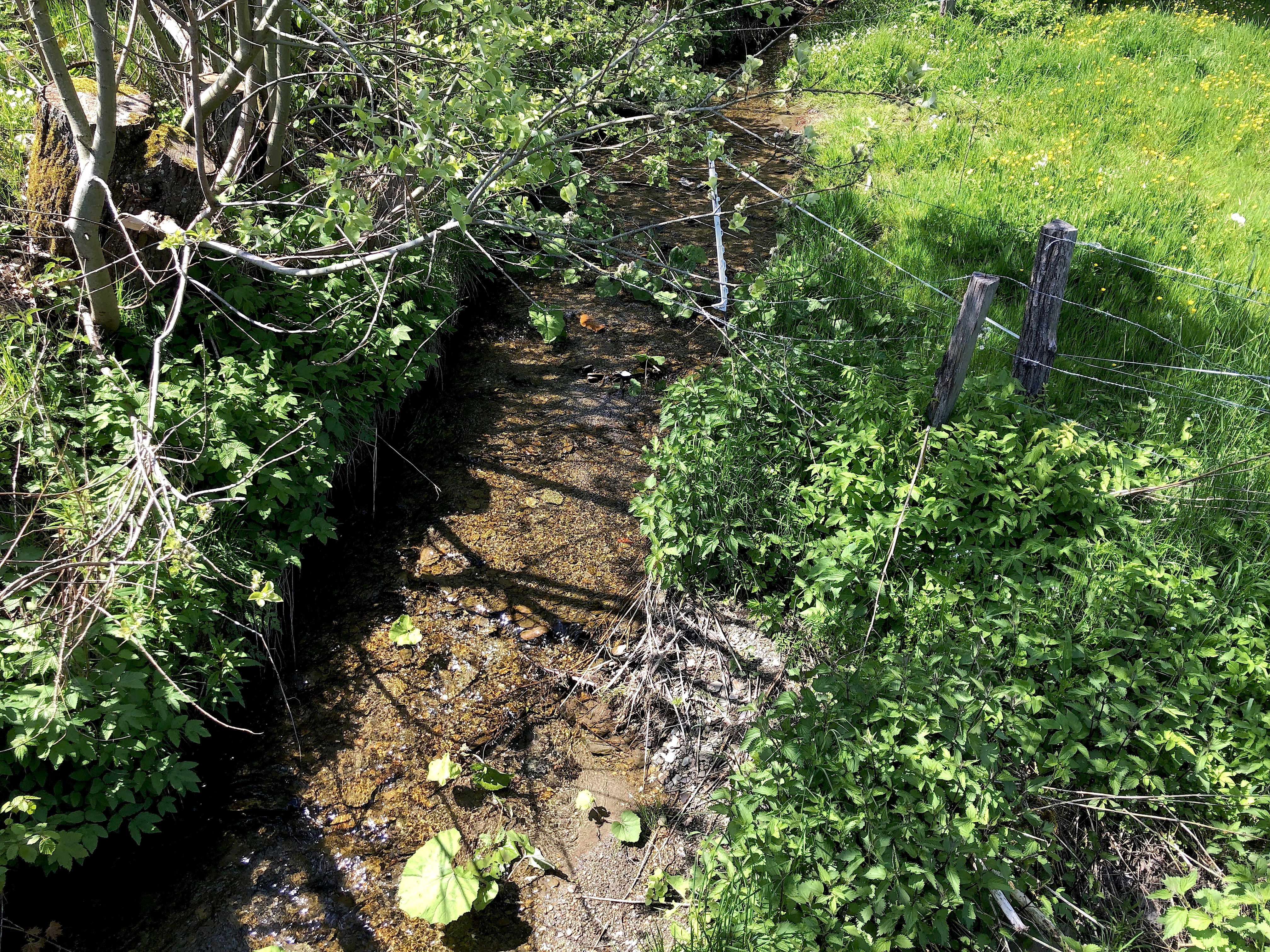
Ручей Шюльларсбах в Шюльларе

### Положение
Шюльлар находится на территории природного парка Зауэрланд-Ротхаргебирге в природно-историческом регионе Виттгенштайнер-Ланд. Поселение расположено в нижнем течении ручья Шюльларсбах, в месте его впадения в Одеборн. Основным транспортной линией является автодорога федерального значения B 480. К Шюлльлару относится небольшая деревня Кюхуде, расположенная прямо на хребте Ротхар.

### Соседние населённые пункты
- Гиркхаузен — поселение на северо-востоке
- Вундертхаузен — поселение на востоке-северо-востоке
- Вемлигхаузен — поселение на другой стороне Одеборна

## История
В первом документе это поселение упоминается как Шойнляр в 1332 году. В 1370 году здесь был образован католический церковный приход Шюллар. В 1570 году местные католики были переведены в Берлебург. В 1806 году этот населённый пункт отнесли к управе Гиркхаузена. В 1819 году был основан большой административный округ Шюльлар-Астенберг с поселениями Вемлигхаузен, Хомригхаузен, Гиркхаузен, Вундертхаузен, Диденсхаузен, Лангевизе, Астенберг и Молльзайфен. В 1845 году он был преобразован в администрацию Гиркхаузена.
В раннем средневековье Шюльлар ещё не был деревней в прямом смысле этого слова, а лишь состоял из монастыря и его хозяйственных построек. Фундаменть монастыря, вероятно, находится под домом в центре села и представляет собой его подвал. Прежнее местонахождение деревенской средневековой церкви неизвестно, но географические исследования региона показали, что под частью Шюльлара, где предположительно располагалась церковь имеется несколько полостей. Также предполагается: что это была система из нескольких склепов, в которых хоронили местное руководящее духовенство, например, настоятелей.

### Динамика численности населения
- 1900: 204 жителя
- 1961: 303 жителя[2]
- 1970: 305 жителей[2]
- 1974: 289 жителейr[3]
- 2011: 235 жителей
- 2021: 219 жителей[1]

## Религия
Шюльлар относится к церковному приходу Бад-Берлебурга. Евангелическая церковь была торжественно открыта в 1907 году. Поселения Шюльлар и Вемлигхаузен теперь имеют общую церковь с прилегающим домом приходского священника и общественным залом. Особенностью этой церкви является два главных входа. По одному на каждое поселение.

## Образование
Шюльлар имеет общую начальную школу с Вемлигхаузеном, которую посещают около 250 учеников.